# Пата, Илунга
Илунга Пата (нидерл. Ilounga Pata; 12 ноября 2000, Филипсбург) — синт-мартенский футболист, защитник молдавского клуба «Шериф» и сборной Синт-Мартена.

## Биография

### Клубная карьера
Воспитанник нидерландского футбола. В сезоне 2018/19 сыграл как минимум один матч в пятом дивизионе Нидерландов за «Алфенс Бойс». С 2019 по 2021 год выступал за молодёжный состав английского «Хаддерсфилд Таун». Профессиональную карьеру начал в 2021 году в составе клуба Эрсте дивизи «ТОП Осс».
4 июля 2024 года перешёл в молдавский «Шериф».

### Карьера в сборной
За сборную Синт-Мартена дебютировал в июне 2022 года, сыграв в трёх матчах Лиги наций КОНКАКАФ со сборными Американских Виргинских Островов (1:1), Бонайре (2:2) и Теркса и Кайкоса (8:2).